# Clymping F.C.
Clymping F.C. là một câu lạc bộ bóng đá đến từ Clymping, gần Littlehampton, Anh. Câu lạc bộ là thành viên của Sussex County Football Association. Hiện tại họ đang thi đấu ở Sussex County Football League Division Three.

## Lịch sử
Câu lạc bộ được thành lập năm 1947 và ban đầu chơi ở Littlehampton and District League sau đó gia nhập West Sussex Football League. Câu lạc bộ leo lên các hạng đấu trên của West Sussex Football League, dưới thời huấn luyện viên Dominic Di Paola cuối mùa giải 2007–08, sau khi đứng thứ hai ở Premier Division, được thăng hạng Division Three của Sussex County Football League.
Mùa giải đầu tiên ở Sussex County Football League chứng kiến đội bóng lên ngôi vô địch Division Three, và thăng hạng Division Two. Sau khi đứng thứ 6 trong mùa giải đầu tiên tại Division Two, huấn luyện viên Dominic Di Paola rời đi để gia nhập Worthing United, và câu lạc bộ bổ nhiệm Darren Prior làm người thay thế. Sau sự ra đi của Di Paola, câu lạc bộ đứng bét bảng Division Two và xuống trở lại Division Three. Câu lạc bộ vẫn ở Division Three đến nay.

## Sân vận động
Clymping chơi trên sân nhà Clymping, A259, Climping, gần Littlehampton, West Sussex, BN17 5GW.

## Danh hiệu

### Danh hiệu Giải đấu
- Sussex County Football League Division Three[6]
  - Vô địch (1): 2008–09
- West Sussex Football League Premier Division:[2]
  - Á quân (1): 2007–08
- West Sussex Football League Division Two South:[7]
  - Vô địch (2): 1997–98, 2001–02
- West Sussex Football League Division Three South:[8]
  - Vô địch (1): 1992–93
- West Sussex Football League Division Four South:[9]
  - Vô địch (1): 1990–91
- West Sussex Football League Division Five South:[10]
  - Vô địch (1): 1972–73

### Danh hiệu Cup
- Vernon Wentworth Cup:[11]
  - Vô địch (1): 2008–09
- West Sussex Football League Centenary Cup:[2]
  - Á quân (1): 2007–08
- West Sussex Football League Malcolm Simmonds:[2]
  - Vô địch (2): 2003–04, 2007–08
- West Sussex Football League Division Three Charity Cup Winners:[2]
  - Vô địch (1): 1972–73
- West Sussex Football League Division Four Charity Cup Winners:[2]
  - Vô địch (1): 1971–72

## Kỉ lục
- Vị thứ cao nhất giải đấu:[6] thứ 6 ở Sussex County Football League 2009–10